# 金子丑之助
金子 丑之助（かねこ うしのすけ、1903年（明治36年） - 1983年（昭和58年））は、日本の医学者、解剖学者。日本医科大学名誉教授、埼玉医科大学教授。解剖学の権威として知られた。1977年、勲三等瑞宝章受賞、松伏町初代名誉町民。

## 人物
埼玉県北葛飾郡金杉村（現・松伏町）出身。埼玉県立粕壁中学校(現・埼玉県立春日部高等学校)を大正10年に卒業した後、日本医科大学に入学。1928年　日本医科大学専門部卒業。東京帝国大学解剖学教室に入室。1929年から1931年日本歯科医専教授。1929年昭和医専教授。1930年日本医科大学講師、1936年助教授。1944年教授。1971年定年退職。その後1975年-1978年に埼玉医科大学の教授も務めた。
日本医科大学の解剖学教室の教授在任時に解剖学を学ぶ際に定番書として普及した「日本人体解剖学I・II・III」を出版した。
1936年　東京帝国大学医学博士。論文の題は「邦人顔面皮膚色調に就て」。

## 著書
- 『最新組織学総論』1937年
- 『最新組織学各論』1938年
- 『最新解剖学図譜上巻』1948年
- 『組織学実習』1951年
- 『組織学』上巻 文光堂、1952年
- 『日本人体解剖学I・II・III』 南山堂 1956年　1957年

## 文献
- 泉孝英 2012年『日本近現代　医学人名事典』医学書院 ISBN 978-4-260-00589-0